# Controversia sul nome degli elementi chimici
I nomi degli elementi chimici 104, 105 e 106 sono stati soggetto di una controversia cominciata negli anni sessanta, chiamata da alcuni chimici guerra transfermica poiché riguardava alcuni elementi successivi al fermio (elemento numero 100). Questa controversia è dovuta alle dispute tra gli scienziati statunitensi e quelli sovietici su chi abbia per primo isolato questi elementi. La controversia si è risolta nel 1997, quando sono stati stabiliti anche i nomi degli elementi 107, 108 e 109.

## La disputa sulla scoperta
Per convenzione il diritto di dare il nome ad un elemento è del suo scopritore. Tuttavia sugli elementi 104, 105 e 106 ci fu una disputa tra un laboratorio sovietico ed uno statunitense su chi li avesse scoperti per primo. Entrambe le parti suggerirono dei nomi per quegli elementi e non riconobbero i nomi assegnati dall'altro laboratorio.
Il nome “seaborgio”, proposto dagli statunitensi per l'elemento numero 106, ha fatto sorgere dei dubbi per il fatto che era dedicato al chimico statunitense Glenn Theodore Seaborg che era ancora in vita quando il nome fu proposto. Anche “einsteinio” e “fermio” furono proposti mentre Einstein e Fermi erano ancora vivi, ma entrambe le proposte furono rese pubbliche dopo la loro morte. L'Unione Sovietica voleva chiamare l'elemento 104 in onore di Igor' Kurčatov, padre della bomba atomica sovietica, per questo motivo la scelta del nome non era gradita agli Stati Uniti.

## La controversia sul nome
I due principali gruppi scientifici che furono impegnati nel conflitto sui nomi furono:
- un gruppo statunitense operante presso il Lawrence Berkeley National Laboratory di Berkeley;
- un gruppo russo attivo presso l'Istituto unito per la ricerca nucleare di Dubna.

Ci fu anche una forma di arbitro:
- la Commissione per la Nomenclatura della Chimica Inorganica, che riferisce le sue decisioni all'Assemblea Generale della IUPAC.

Il gruppo tedesco presso la Gesellschaft für Schwerionenforschung (GSI) di Darmstadt, che ha scoperto senza contestazioni gli elementi 107, 108 e 109, è stato coinvolto nella controversia quando la Commissione ha suggerito che il nome ”hahnio” (in onore di Otto Hahn), proposto dagli statunitensi per l'elemento numero 105, venisse usato invece per l'elemento 108.
| Gruppo       | Numero atomico dell'elemento | Nome scelto  | Eponimo                   |
| ------------ | ---------------------------- | ------------ | ------------------------- |
| Statunitense | 104                          | Rutherfordio | Ernest Rutherford         |
| Statunitense | 105                          | Hahnio       | Otto Hahn                 |
| Statunitense | 106                          | Seaborgio    | Glenn Theodore Seaborg    |
| Russo        | 104                          | Kurchatovio  | Igor' Vasil'evič Kurčatov |
| Russo        | 105                          | Nielsbohrio  | Niels Bohr                |

### Proposte
I nomi suggeriti per gli elementi 107, 108 e 109 dal gruppo tedesco erano:
| Numero atomico dell'elemento | Nome scelto | Eponimo         |
| ---------------------------- | ----------- | --------------- |
| 107                          | Nielsbohrio | Niels Bohr      |
| 108                          | Hassio      | Land dell'Assia |
| 109                          | Meitnerio   | Lise Meitner    |

Nel 1994 la Commissione per la Nomenclatura della Chimica Inorganica della IUPAC propose questi nomi:
| Numero atomico dell'elemento | Nome scelto  | Eponimo               |
| ---------------------------- | ------------ | --------------------- |
| 104                          | Dubnio       | Città di Dubna        |
| 105                          | Joliotio     | Frédéric Joliot-Curie |
| 106                          | Rutherfordio | Ernest Rutherford     |
| 107                          | Bohrio       | Niels Bohr            |
| 108                          | Hahnio       | Otto Hahn             |
| 109                          | Meitnerio    | Lise Meitner          |

Con ciò si sperava di risolvere la controversia sui nomi tra russi e statunitensi, sostituendo il nome dell'elemento 104 con uno in onore dell'Istituto unito per la ricerca nucleare di Dubna e non chiamando l'elemento 106 “seaborgio”.

## Dubbi sui nomi proposti dalla IUPAC
La soluzione proposta dalla Commissione per la Nomenclatura della Chimica Inorganica della IUPAC sollevò le proteste dell'American Chemical Society (ACS), che sostenne che il diritto del gruppo statunitense di scegliere il nome dell'elemento 106 non era in discussione e che il gruppo stesso doveva avere il diritto di dare all'elemento qualunque nome volesse. La IUPAC aveva deciso infatti che l'onore della scoperta dell'elemento 106 doveva essere divisa tra Berkeley e Dubna, ma che la scelta del nome spettava a Berkeley.
Per lo stesso motivo il gruppo tedesco protestò contro la decisione di chiamare l'elemento 108 "hahnio"
In più, poiché alcuni libri statunitensi avevano già iniziato ad usare i nomi “rutherfordio” e "hahnio" per gli elementi 104 e 105, l'ACS si oppose all'uso di questi nomi per altri elementi.

## Risoluzione della controversia
Finalmente, nel 1997, questi nomi furono approvati durante la 39ª Assemblea Generale della IUPAC a Ginevra, in Svizzera:
| Numero atomico dell'elemento | Nome scelto  | Eponimo                |
| ---------------------------- | ------------ | ---------------------- |
| 104                          | Rutherfordio | Ernest Rutherford      |
| 105                          | Dubnio       | Città di Dubna         |
| 106                          | Seaborgio    | Glenn Theodore Seaborg |
| 107                          | Bohrio       | Niels Bohr             |
| 108                          | Hassio       | Land dell'Assia        |
| 109                          | Meitnerio    | Lise Meitner           |

Così la convenzione che il diritto di dare il nome ad un elemento sia dello scopritore è stata rispettata per gli elementi 105, 106, 107, 108 e 109. Per l'elemento 104 la scoperta è stata attribuita ai russi, ma il nome è stato deciso in onore del fisico neozelandese Ernest Rutherford, mentre è stato accettato il nome "seaborgio" per l'elemento 106. Glenn Theodore Seaborg è morto nel 1999.

## Sommario
Sommario dei nomi proposti e della scelta finale:
| Numero atomico dell'elemento | Nome temporaneo | Berkeley     | Dubna       | Darmstadt   | IUPAC        | Nome scelto  |
| ---------------------------- | --------------- | ------------ | ----------- | ----------- | ------------ | ------------ |
| 104                          | Unnilquadio     | Rutherfordio | Kurchatovio | —           | Dubnio       | Rutherfordio |
| 105                          | Unnilpentio     | Hahnio       | Nielsbohrio | —           | Joliotio     | Dubnio       |
| 106                          | Unnilhexio      | Seaborgio    | —           | —           | Rutherfordio | Seaborgio    |
| 107                          | Unnilseptio     | —            | —           | Nielsbohrio | Bohrio       | Bohrio       |
| 108                          | Unniloctio      | —            | —           | Hassio      | Hahnio       | Hassio       |
| 109                          | Unnilennio      | —            | —           | Meitnerio   | Meitnerio    | Meitnerio    |